# Frédéric Bitzer
Pour les articles homonymes, voir Bitzer.
 (décembre 2012).
Si vous disposez d'ouvrages ou d'articles de référence ou si vous connaissez des sites web de qualité traitant du thème abordé ici, merci de compléter l'article en donnant les références utiles à sa vérifiabilité et en les liant à la section « Notes et références ».
Frédéric Bitzer (né le 5 février 1960 à Nancy) est un joueur français de water-polo en activité dans les années 1980.
Joueur du Sporting Club de Thionville puis du Racing Club de France, il a été deux fois vice champion de France de Water Polo avec le RCF (1984-1986) et meilleur buteur du championnat de France de Nationale I à quatre reprises (1982-1984-1985-1986). Sélectionné à 125 reprises en équipe de France, il a notamment participé aux Championnats du Monde à Guayaquil (13e en 1982) et à Madrid (8e en 1986) ainsi qu'aux Jeux olympiques de 1988 (10e place).
Il a arrêté sa carrière en 1988, à la suite d'une opération à l'épaule droite qui l'a tenu éloigné des bassins pendant plus d'un an.